# Línea 68 (Buenos Aires)
La línea 68 es una línea de colectivos del Área Metropolitana de Buenos Aires. Une Plaza Miserere, en el barrio de Balvanera con Puente Saavedra, en el límite entre la Ciudad de Buenos Aires y el partido de Vicente López.
La línea es operada por Transportes Sesenta y Ocho S.R.L. desde el 9 de julio de 1955. Esta también opera, junto a Transportes Automotores Callao, la línea 124.

## Historia

### Origen
Al inicio, la línea 68, tenía el número 268 y su recorrido se extendía hasta la localidad de Olivos. En la década de 1960, se recortó su trayecto original hasta Puente Saavedra.

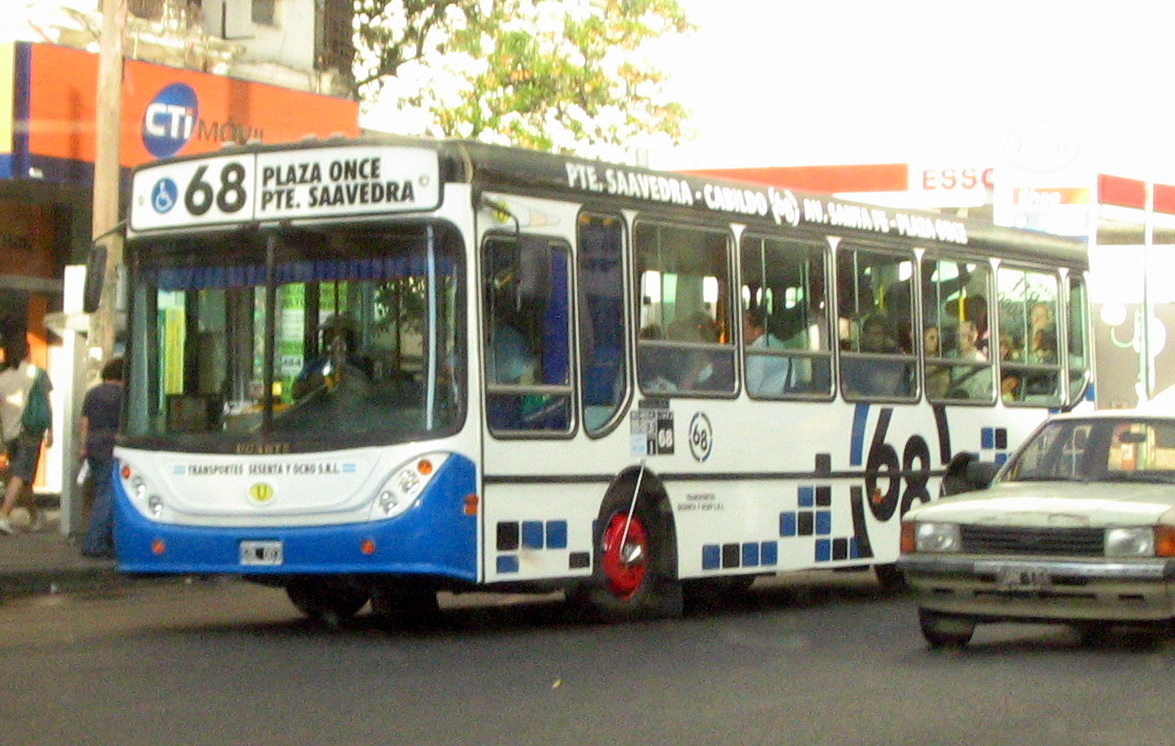
Un antiguo colectivo de la línea 68.

### Conflicto conLa Nueva Metropol
En 2011, fue protagonista de una controversia cuando la empresa La Nueva Metropol habilitó un fraccionamiento local de la línea 194, llamado 194 Plus, entre la Estación Once y la terminal de Puente Saavedra, superponiendose al 100% con el recorrido de la 68, con unidades de transporte suburbano (dos puertas, piso alto y asientos de media distancia) y con expendio manual de boletos (prohibido desde 1993 cuando se habilitaron las expendedoras automáticas de boletos).

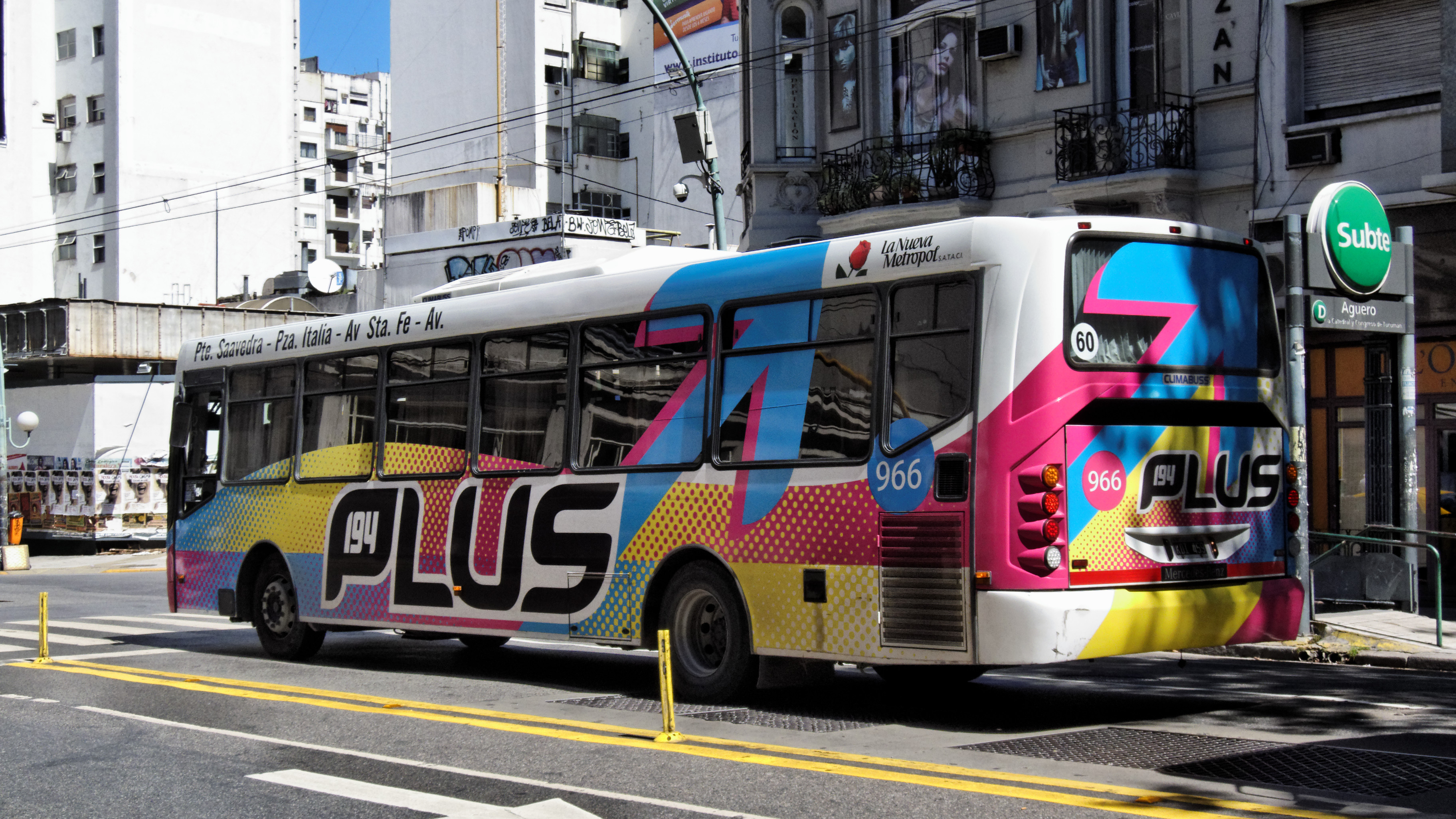
Un colectivo de la línea 194 plus.

La 68 apeló el servicio ante la Comisión Nacional Reguladora de Transporte (CNRT), fallando ésta a su favor, instando a La Nueva Metropol a suspender el servicio e introducir las nuevas unidades al servicio habitual.
Tras el fallo, la 68 instauró los servicios Premium (Luego Expreso), con menor cantidad de paradas que el servicio común.

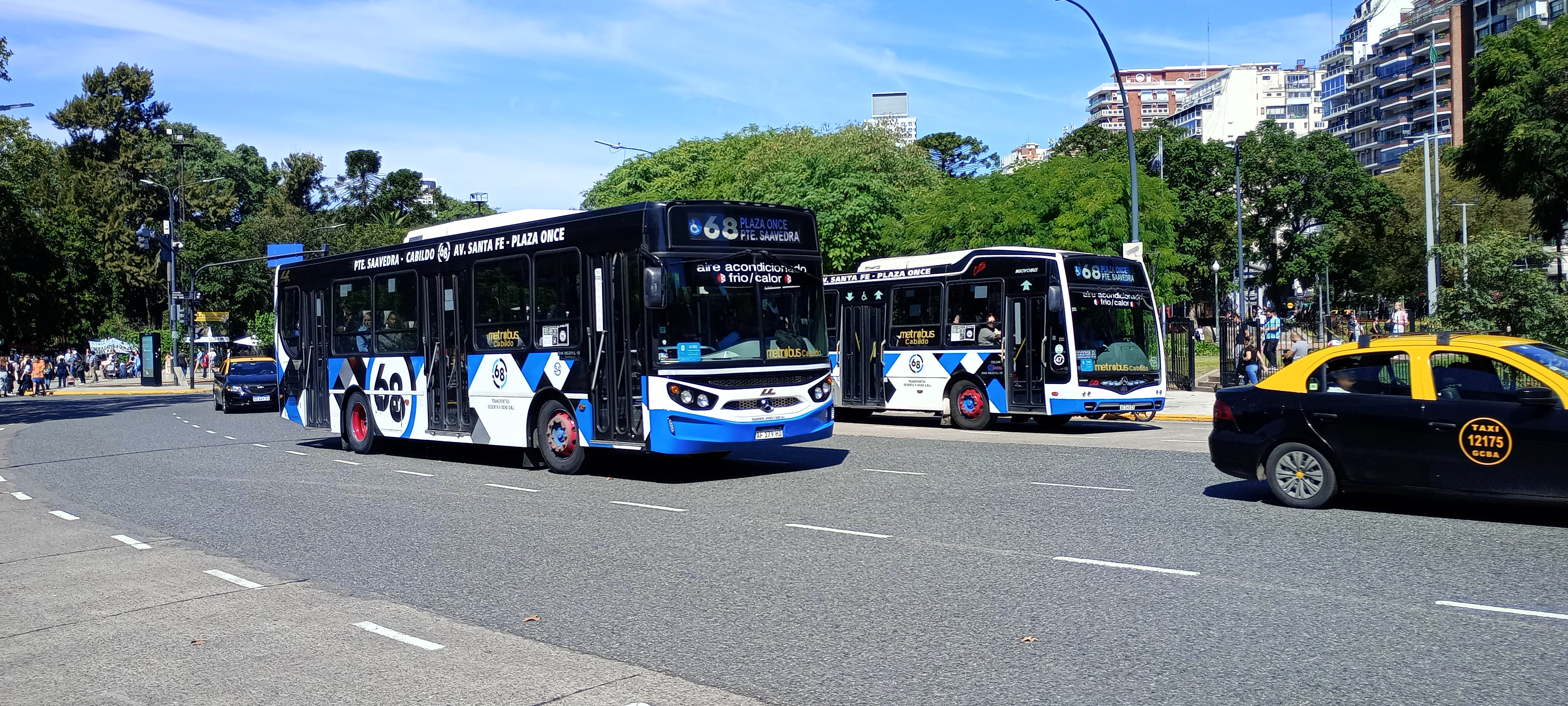
Dos unidades de la linea en la calzada circular de Plaza Italia.

### La línea 124
Meses después, se asocio a Transportes Automotor Callao y a Microómnibus Ciudad de Buenos Aires para operar los servicios de la Línea 124, tras haber separado al Grupo Plaza de su operativa.

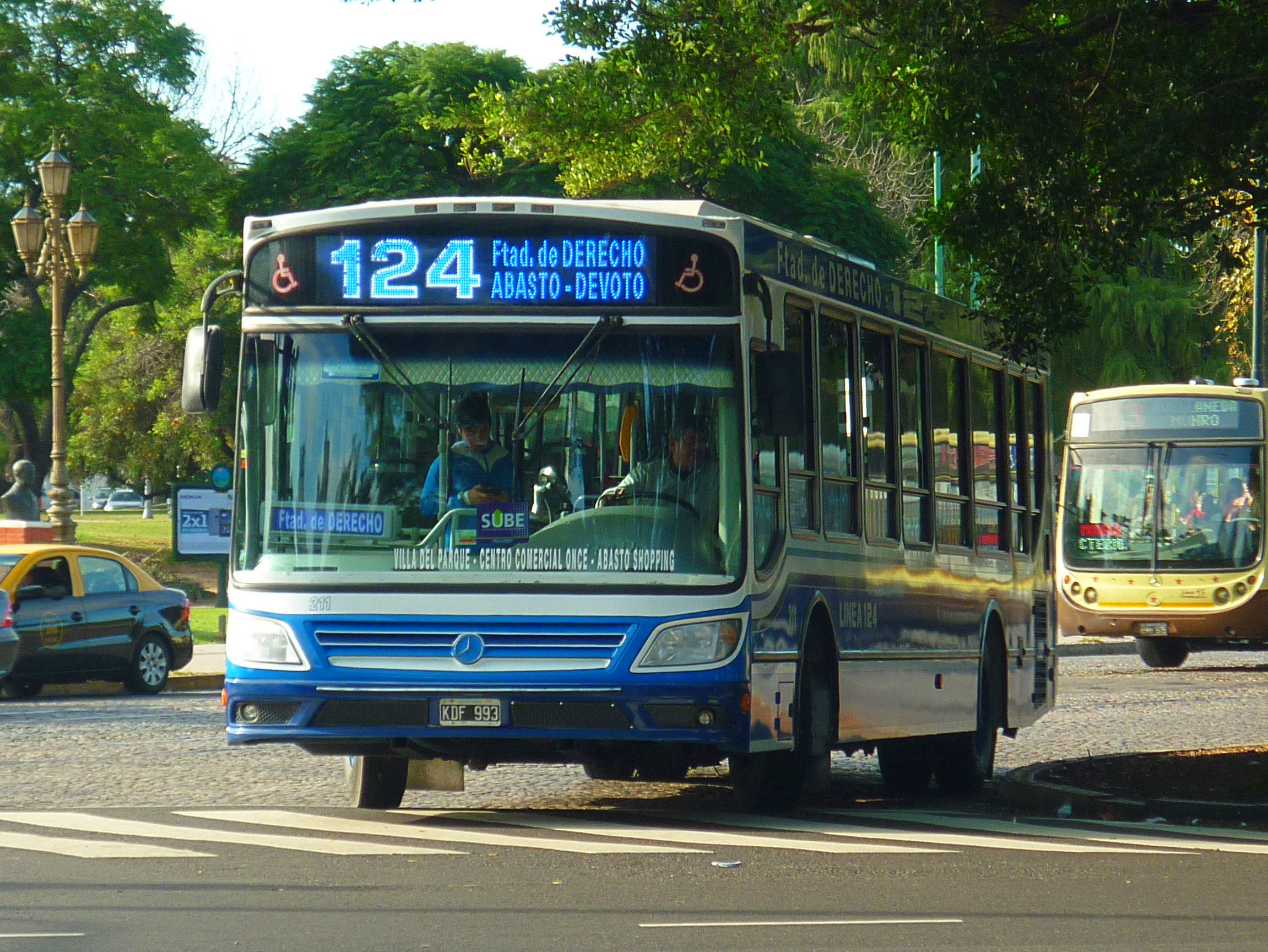
Un colectivo de la línea 124.

### Actualidad
En la actualidad, la totalidad de su flota posee aire acondicionado y asientos de media distancia. Opera con unidades de las firmas Mercedes-Benz en su modelo OH 1621 L-SB -Bluetec 5). 
Su flota se compone por colectivos carrozados por las marcas Metalpar, La Favorita, Ugarte, y Nuovobus. 

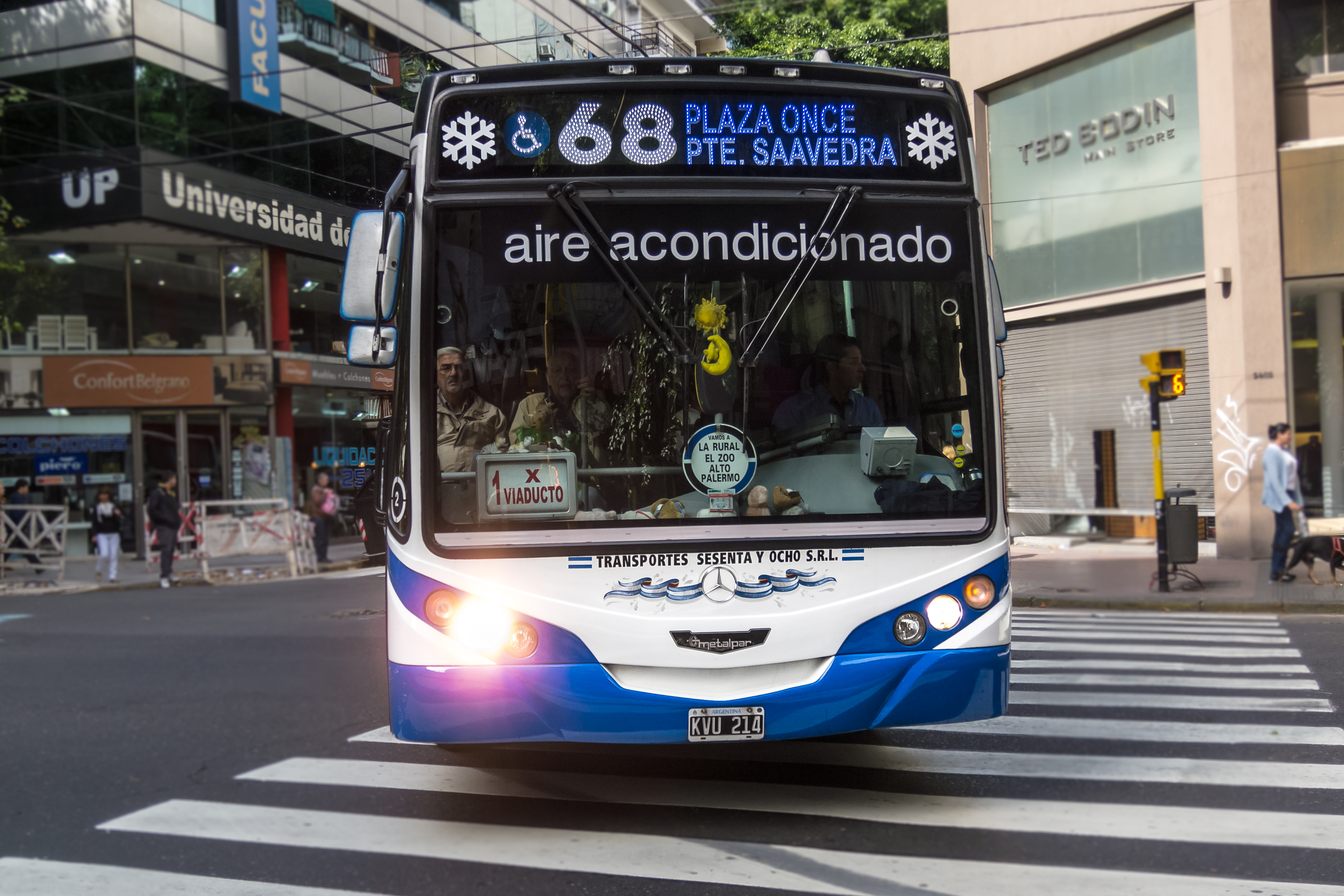
Un colectivo de la línea 68.

Posee 68 unidades para su servicio común y 15 para el expreso.
En 2018, la línea 68 fue elegida como una de las mejores lineas de colectivos de Buenos Aires, junto a la 12, 132 y 105, gracias a su frencucia y calidad en sus unidades.

## Recorrido
La línea 68 une Plaza Miserere con Puente Saavedra por el siguiente recorrido. Su servicio expreso realiza el mismo recorrido pero con una menor  cantidad de paradas.
IDA 
- Bartolomé Mitre

- Av. Pueyrredón

- Gral. Lucio Norberto Mansilla

- Larrea

- Av. Santa Fe

- Av. Cabildo

- Av. Maipú

REGRESO
. Av. Maipú
. Av. Cabildo
. Av. Santa Fe
. Av. Pueyrredón
. Av. Rivadavia

## Pasajeros
| Año  | Pasajeros  | Pasajeros por día | Variación |
| ---- | ---------- | ----------------- | --------- |
| 2016 | 15 265 780 | 41 710            | 0,00%     |
| 2017 | 16 820 300 | 46 083            | 10,18%    |
| 2018 | 16 626 951 | 45 553            | 1,14%     |

Fuente: Ministerio de Transporte